# ساختمان ۴۰ وال‌استریت
۴۰ وال‌استریت (به انگلیسی: 40 Wall Street) یک آسمان‌خراش با ۲۸۳ متر ارتفاع و ۷۰ طبقه در محله منهتن در شهر نیویورک در ایالات متحده آمریکا است. این ساختمان در اصل به نام‌های ساختمان بانک اعتماد منهتن و ساختمان شرکت منهتن شناخته می‌شود و امروزه به آن ساختمان ترامپ می‌گویند. ساخت این ساختمان در سال ۱۹۲۹ آغاز و یازده ماه بعد، در ۱۹۳۰ میلادی تکمیل شد.
۴۰ وال‌استریت از آوریل ۱۹۳۰ تا ۲۷ می ۱۹۳۰ بلندترین ساختمان جهان بوده‌است و هم‌اکنون پنجاه و سومین ساختمان بلند در جهان و بیستمین ساختمان بلند در ایالات متحده آمریکا است.
این ساختمان توسط اچ کریگ سورنس و همکاری یاسو ماتسویی طراحی شده‌است.

## نگارخانه

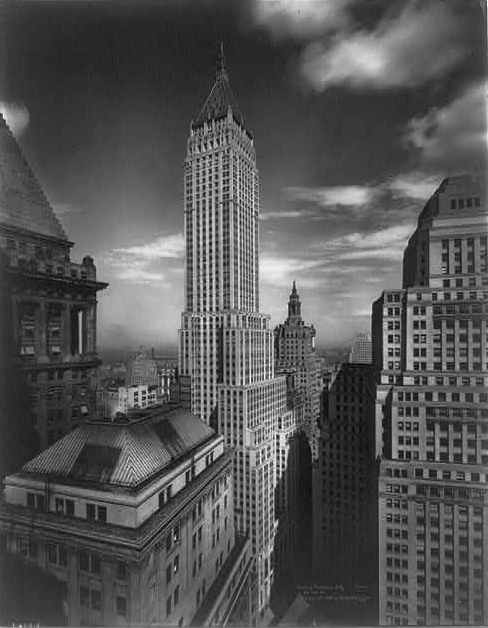